# Tarča
Bad Tatzmannsdorf (mađarski: Tarcsafürdő, hrvatski: Tarča) je općina u kotaru Borta u Gradišću, nalazi se 120 kilometara južno od Beča. 
Mjestašce zbog svojih lječilišta godine 1926. dobiva status Bada. Po popisu iz 2010. godine Bad Tatzmannsdorf ima 1.329 stanovnika.
Za vrijeme EURO-a 2008. u njemu je bio kamp hrvatske nogometne reprezentacije. 